# برت هری
برت هری (انگلیسی: Bert Harry؛ ۸ مارس ۱۸۹۷ – ۱۹۶۶ (۶۸−۶۹ سال)) بازیکن فوتبال اهل بریتانیا بود.
از باشگاه‌هایی که در آن بازی کرده‌است می‌توان به باشگاه فوتبال کریستال پالاس، باشگاه فوتبال کینگستونیان، باشگاه فوتبال دارتفورد، و باشگاه فوتبال شروزبری تاون اشاره کرد.